# شاپینسی
شاپینسی (‎/ˈʃæpɪnziː/‎, اسکاتس: Shapinsee) یکی از جزایر اورکنی در ساحل شمالی سرزمین اصلی اسکاتلند است، که با مساحتی برابر با ۲۹٫۵ کیلومتر مربع (۱۱٫۴ مایل مربع)، هشتمین جزیره بزرگ در مجمع‌الجزایر اورکنی به‌شمار می‌رود. این جزیره کم‌ارتفاع بوده و به دلیل داشتن سنگ بسترهایی از سنگ‌ماسه کهن سرخ که روی آن از لایه‌ای یخ‌نهشت پوشیده شده است، حاصلخیز می‌باشد، از این رو بیشتر منطقه برای کشاورزی بهره‌گیری دارد. شاپینسی دارای دو ذخیره‌گاه طبیعی بوده و برای زیستگاه پرندگانش حائز اهمیت است. دژ بالفور، که به شیوه بارونی اسکاتلندی ساخته شده، یکی از شاخص‌ترین ویژگی‌های جزیره است، که یادگاری از چیرگی خاندان بالفور بر شاپینسی در سده‌های هجدهم و نوزدهم می‌باشد؛ خاندان بالفور با به‌کارگیری روش‌های نوین کشاورزی، زندگی مردم جزیره دگرگون ساختند. از دیگر آثار دیدنی جزیره می‌توان از یک سنگ‌افراشت، سنگ‌دژی ازعصر آهن، یک سوتره (راهرو زیرزمینی) و یک دوش آب نمک نام برد. در این جزیره تنها یک روستا به نام بالفور، وجود دارد که کشتی‌های شناور رو-رو از آن‌جا به سمت کرک‌وال در سرزمین اصلی اورکنی حرکت می‌کنند. براساس سرشماری سال ۲۰۱۱، جمعیت شاپینسی ۳۰۷ نفر بود. اقتصاد جزیره، به‌جز چند کسب‌وکار کوچک که بیشتر به گردشگری مربوط می‌شوند، عمدتاً مبتنی بر کشاورزی است. در سال ۲۰۱۱ یک توربین بادی توسط جامعه محلی راه‌اندازی شد. در جزیره یک مدرسه ابتدایی فعال می‌باشد، اما به‌دلیل بهبود زیرساخت‌های حمل‌ونقل با سرزمین اصلی اورکنی، مدارس پایه‌های بعدی، در جزیره وجود ندارد. تاریخ طولانی شاپینسی باعث شکل‌گیری افسانه‌های عامیانه گوناگونی شده است.

## ریشه‌شناسی
برخلاف بیشتر جزایر بزرگ اورکنی، ریشهٔ نام «شاپینسی» به‌روشنی آشکار نیست. بخش پایانی «ـی» (ay) از واژه‌ای در زبان نورس باستان به‌معنای «جزیره» گرفته شده، اما تفسیر دو هجای نخست آن دشوار است. هزول-اسمیت پیشنهاد می‌کند که شاید ریشهٔ نام (hjalpandis-øy)، به معنای «جزیرهٔ یاری‌گر» باشد، که دلیل آن وجود یک بندرگاه ایمن در این جزیره است، هرچند که در این مجمع‌الجزایر لنگرگاه‌های فراوانی وجود دارد. نخستین سند نوشتاری مربوط به سال ۱۳۷۵ میلادی است که به نام «اسکالپاندی‌سای» (Scalpandisay) اشاره دارد، که ممکن است ریشه‌ای از «جزیره قاضی» را نشان دهد. در پیشنهادی دیگر ممکن است که نام آن جزیرهٔ «هیالپاندی» (Hyalpandi) باشد، هرچند هیچ فرد شناخته شده‌ای با این نام، که با شاپینسی ارتباط داشته باشد، وجود ندارد. اطلس‌مایور، یوهان بلاایو، در سال ۱۶۵۴ میلادی، شامل نقشه‌ای از جزیره با نام «سیاپانسا اوی» (Siapansa Oy) هست، اما متن توصیفی جزیره را شاپینسا (Shapinsa) خوانده است.

## پیشینه

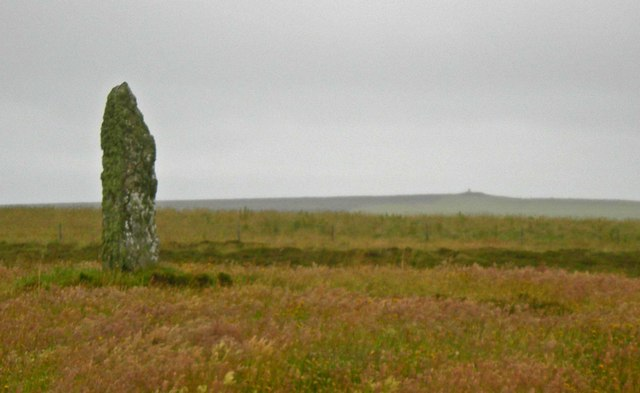
سنگ‌افراشت «مور استین»

### تاریخچهٔ اولیه
سنگ‌های ایستاده شواهدی از سکونت انسانی در جزیره از دوران نوسنگی به بعد را ارائه می‌دهند. بر پایهٔ نوشته‌های تاسیتوس، ژنرال رومیآگریکولا بر ساکنان جزایر اورکنی چیرگی یافته و یک افسانه محلی ادعا می‌کند که او در شاپینسی پیاده شده است. در سدهٔ ۱۸ میلادی، مزرعه‌ای به نام «گروکالتی» (Grukalty) به آگریکولا تغییر نام داده شد (که در زبان لاتین به معنی «کشاورز» است). سکه‌های رومی در شاپینسی پیدا شده‌اند، اما ممکن است این سکه‌ها توسط بازرگانان به جزیره آورده شده باشند.
در سرگذشت‌نامه‌ای نورسی، به نام «سرگذشت‌نامه هاکون هاکونسون» از شاپینسی یاد شده است و بیان می‌کند که هاکون چهارم نروژ پیش از آنکه به سمت جنوب روانه شود و درپی آن در «نبرد لارگس» شکست خورد، در «خلیج ال‌ویک» لنگر انداخته است.

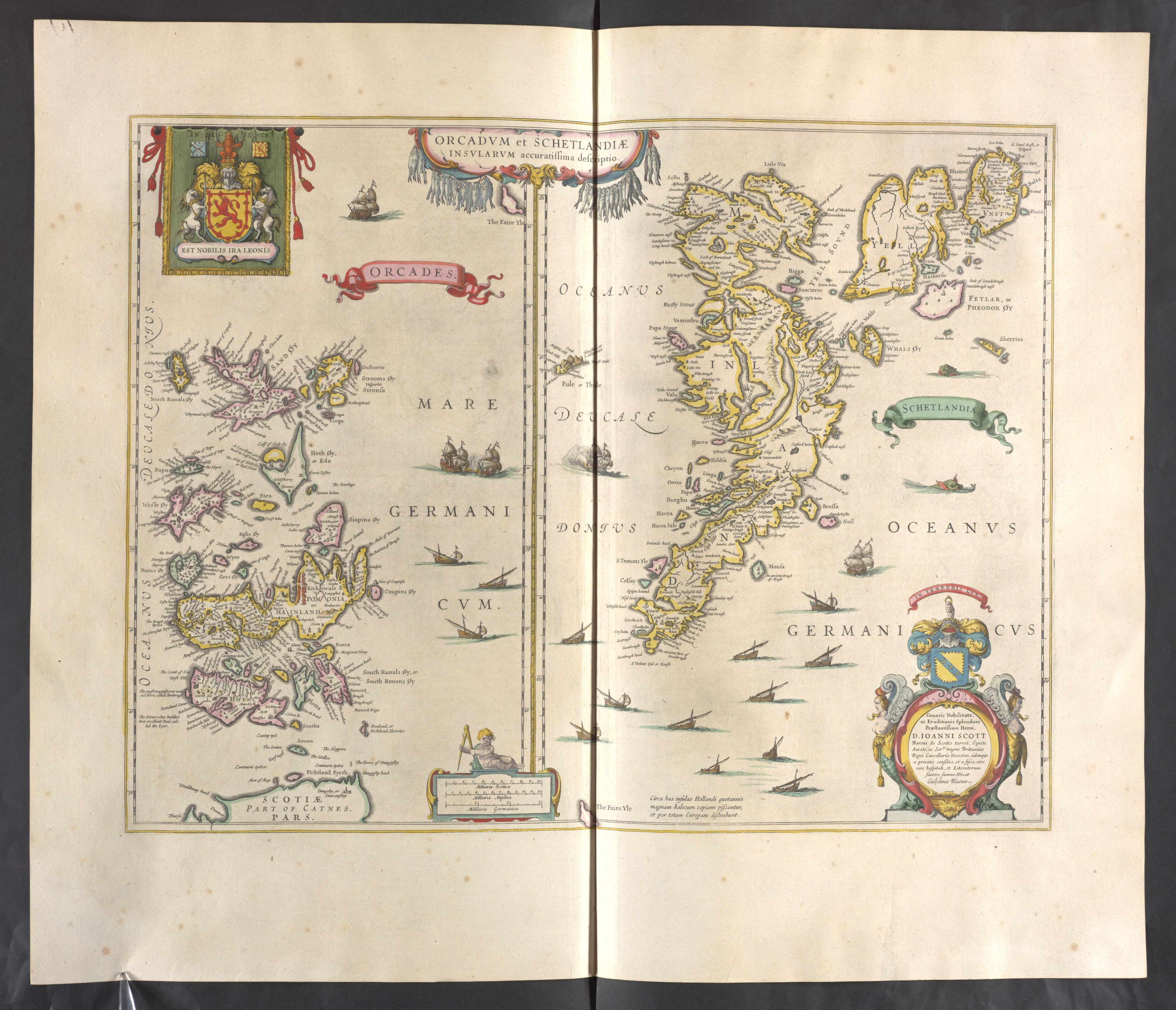
نقشهٔ انتشار یافتهٔ تیموتی پانت، از اورکنی و شتلند در «اطلس اسکاتلند بلاایو». پانت این نقشه را در بازه‌ای بین سال‌های ۱۶۰۸ تا ۱۶۱۴ ترسیم کرده بود.

«اطلس نووس»، شامل نقشه‌ای به‌همراه شرح‌های گوناگون از جزیره است. بندر «اِلویک» به‌عنوان «بسیار فراخ» توصیف شده، و اقامتگاهِ «صدا یا ساوند» (sound) نیز مورد تحسین قرار گرفته است. ملک «ساوند»، که بخشِ غربیِ جزیره را در بر می‌گرفت، در سال ۱۶۲۷ میلادی از «خاندان تالاک» به «خاندان بوچانان» واگذار گردید. جان بوچانان از خدمتگزاران دربار سلطنتی بود و همسرش، مارگارت هارتساید، از خانواده‌ای اهل کِرک‌وال بود.
در سال ۱۶۷۴ میلادی، آرتور بوچانان عمارت جدید ساوند را بنا نهاد، این ساختمان در ۲۵۰ متری غرب مکان کنونی دژ بالفور قرار داشت. شرح اطلس جزایر اورکنی، نوشته والتر استوارت، در ادامه اشاره می‌کند که در آن هنگام، جزیره شاپینسی تنها یک کشیش (کاهن) داشته است.

### سدهٔ ۱۸ ام میلادی

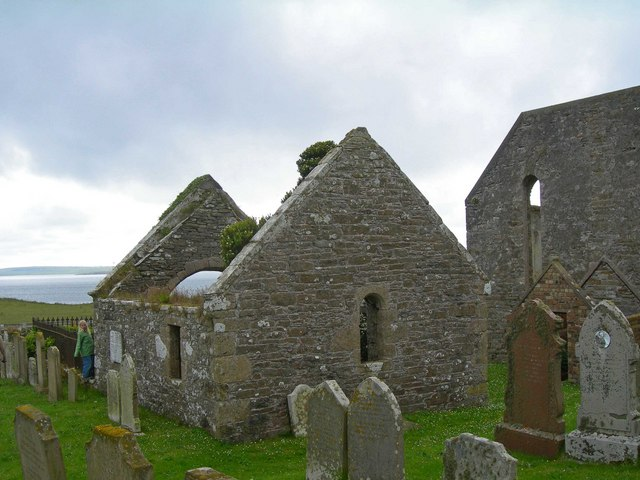
گورستانی در جزیره شاپینسی، که، ردیف آرامگاه خانوادگی، خاندان بالفور را نیز در بر می‌گیرد.

قرن هجدهم میلادی سرآغاز دگرگونی‌های کشاورزی جزیره شاپینسی بود، دگرگونی‌ای که با کوشش‌ها و ابتکار خاندان بالفور آغاز شد. نوهٔ دختری آرتور بوچانان با «جیمز فیا»، کسی که از قیام یعقوبی‌ها (جاکوبیت‌ها) سال ۱۷۱۵ میلادی پشتیبانی کرده بود، ازدواج کرد. در پی آن، در اقدامی تلافی‌جویانه خانه‌اش به‌دست نیروهای دودمان هانوفر به آتش کشیده شد. سپس این ملک از جانب استوارت قائم‌مقام ارل مورتون، دراورکنی به اندرو راس واگذار گردید.</ref> در پایان، وارثان راس، یعنی برادران لیندزی، این ملک را در سال ۱۷۸۲ میلادی به توماس بالفور فروختند. بالفور پیش‌تر مزرعهٔ بزرگ «بو» واقع در جزیرهٔ بری، از جزایر ارکنی، اجاره کرده بود، و با وجود دریافت ارثیهٔ قابل‌توجه همسر وی از برادرش، اما ثروت کافی برای خرید آن ملک را نداشت. برای تأمین ۱۲۵۰ پوند هزینهٔ مورد نیاز، بالفور منصب نظامی خود را فروخت و از برادرش قرض گرفت. پس از استقرار در جزیره، بالفور خانه‌ای جدید به نام «کلیف‌دِیل» ساخت و روستایی به نام «شورساید» بنیان‌گذاری کرد که امروزه با نام «بالفور» شناخته می‌شود. وی همچنین کشاورزی محلی را اصلاح نمود، مزارع را حصارکشی کرده و بناهای موردنیاز کشاورزی را احداث کرد.
آخرین شخصی که در اورکنی اعدام شد، خانم «مارجری میسون» اهل شاپینسی و در سال ۱۷۲۸ بود. وی خدمتکاری جوان بود که به دلیل کشتن یک کودک در «کرکوال» به دار آویخته شد. در گزارش اعدام آمده است که بدون احتساب افسران، و هزینهٔ ۱۵ پوند و ۸ شیلینگ، به ۲۴ نفر نیروی مسلح نیاز داشته است. در این دوره، سوزاندن کتانجک یکی از ارکان اصلی اقتصاد جزیره بود. بیش از ۳٬۰۴۸ تن (۳٬۰۰۰ تن بزرگ) جلبک سوخته در سال تولید می‌شد تا خاکستر سدیم کربنات به دست آید، که ۲۰٬۰۰۰ پوند برای ساکنان جزیره به ارمغان می‌آورد. درآمد توماس بالفور از صنعت جلبک چهار برابر درآمدی بود که از کشاورزی به دست می‌آورد.

### سدهٔ ۱۹ ام میلادی

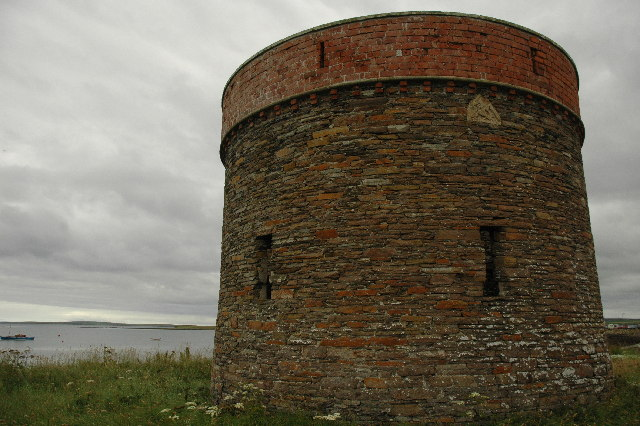
بقایای کارخانه گاز شاپین‌سی

سدهٔ نوزدهم دگرگونی‌های بنیادین در شاپینسی به همراه داشت. دیوید بالفور، نوه توماس بالفور، پس از به ارث بردن املاک خانوادگی، جزیره را دگرگون کرد، که تا سال ۱۸۴۶ همهٔ شاپینسی را در بر می‌گرفت. بیشتر زمین‌ها به قطعات ۴ هکتار (۱۰ جریب فرنگی) تقسیم شدند، ویژگی که هنوز هم، امروزه قابل مشاهده است. مستأجران موظف بودند که زمین را حصارکشی و زهکشی کنند یا هزینه انجام این کار را به‌صورت مبلغی افزودن بر اجاره‌های خود پرداخت کنند تا مالک آن را انجام دهد. در سال ۱۸۴۶ میلادی، ۳۰۳ هکتار (۱٫۱۷ مایل مربع) از شاپینسی شامل زمین‌های قابل کشت بود. تا سال ۱۸۶۰، این مقدار سه برابر شده و به بیش از ۸۹۰٫۳ هکتار (۳٫۴۴ مایل مربع) رسید. محصولات نوین و نژادهای جدید گاو و گوسفند نیز معرفی شدند. اصلاحات بالفور به عنوان «منشأ و بنیان» بهبود اورکنی توصیف شدند.
توماس بالفور در میان طبقهٔ صاحب‌نفوذ اورکنی دشمنانی داشت، و یکی از آن‌ها با زبانی تمسخرآمیز تلاش‌های او را توصیف کرده بود. تامسون اشاره می‌کند که بیرون‌راندن کامل خُرده دهقانان از زمین‌هایشان و اسکان دوبارهٔ آن‌ها در روستایی ازپیش‌طراحی‌شده، آن‌ها را به کارمندان املاک تبدیل کرد، تغییری که شاید از نگاه خودشان «بهتر شدن اوضاع» به حساب نمی‌آمد. همچنین فرایندی که طی آن پسرش، دیوید، مالک همهٔ جزیره گشت، بخشی از روند بحث‌برانگیز محصورسازی زمین‌ها بود. در آغاز قرن نوزدهم، ۴۵٪ از کل زمین‌های اورکنی و به‌طور دقیق ۲٬۹۵۶ جریب از زمین‌های شاپینسی، زمین‌های مشاع بودند. امروزه در سراسر اورکنی، تنها ۶۲۴ جریب از زمین‌های مشاع باقی مانده است. در آن زمان، این فرایند پاک‌سازی و محصورسازی زمین‌ها، در سراسر اسکاتلند رایج بود، این فرایند، با افزایش فاصلهٔ اجتماعی بین مالک زمین و مستأجران همراه بود. برای مثال، توماس بالفور، همانند پدرش در مدرسهٔ دولتی «گرامر» واقع در کرکوال تحصیل کرده بود، اما دو تا از پسرانش در مدرسهٔ معتبر «هارو»، در جنوب انگلستان، تحصیل کردند. قدرت مالکان زمین را می‌توان از رویدادی که در دورهٔ مالکیت نوه‌اش، دیوید، رخ داد، مشاهده کرد. تعدادی از بزرگان کلیسا رویدادهای یک گردهمایی اجتماعی را رفتار غیراخلاقی می‌پنداشتند (مردان اجازه رقص با زنان را داشتند) شکایت کردند، بنابراین بالفور آن‌ها را از جزیره اخراج کرد.
همچنین دیوید بالفور با استخدام یک معمار اهل ادینبرو به نام دیوید برایس، مشهورترین بنای شاخص جزیره را پدیدآورد، او خانهٔ «کلیف‌دیل» را به دژ بالفور با سبک معماری بارونی اسکاتلندی تبدیل کرد. از دیگر ساختمان‌هایی که وی به جزیره افزود، شامل ساختمان نگهبانی ورودی (امروزه میخانه‌ای به نام دروازه‌خانه است)، آسیابی آبی، مدرسه و کارخانه‌ای گازی می‌شود که تا دههٔ ۱۹۲۰ فعال مانده بود. کارخانهٔ گاز به شکل برجی گرد ساخته شده که دارای دیوارهٔ بالایی برآمده از آجر قرمز و سنگ‌های تراش‌خورده است (از جمله یکی از آن‌ها که احتمالاً از «قلعهٔ نولت‌لند» در جزیرهٔ «وستری» برداشته شده و روی آن سال ۱۷۲۵ حک شده است). این سازه مطابق با نیّت بالفور برای اینکه به روستا ظاهری قرون‌وسطایی دهد، حالتی دژ مانند (مستحکم و قلعه وار) دارد. دیوید بالفور همچنین مسئول ساخت سدِ «میل دام» (Mill Dam) بود، منطقه‌ای تالابی که در گذشته منبع تأمین آب آسیاب بود و اکنون به‌عنوان ذخیره‌گاه طبیعی انجمن سلطنتی حفاظت از پرندگان (RSPB) شناخته می‌شود.
ماهیگیری شاه‌ماهی و ماهی روغن در طول سدهٔ نوزدهم اهمیت فزاینده‌ای پیدا کرد. در آن هنگام، ماهیگیری شاه‌ماهی به گونه‌ای رایج در اسکاتلند در حال گسترش بود، و ایستگاه‌های ماهیگیری در مناطق دورافتاده بنیان‌گذاری می‌شدند. ماهیگیری شاه‌ماهی در سال ۱۸۱۴ در جزیره «استرونسای» آغاز شد و در مدت کوتاهی در سراسر جزایر اورکنی گسترش یافت. تا میانه این سدهٔ، جزیره شاپینسی ۵۰ قایق شاه‌ماهی‌گیری داشت. ماهی روغن بیشتر به دلیل اینکه جنگ‌های ناپلئونی، قایق‌های ماهیگیری انگلیسی را مجبور کردند که برای ماهیگیری به مناطق شمالی‌تر بروند، اهمیت یافت. ماهیگیران محلی که سده‌ها با بهره‌گیری از قلاب و طناب از قایق‌های کوچک ماهی شکار می‌کردند، شروع به روش صید کشیدن تور در بستر آبها، برای صید ماهی روغن کردند، هرچند ماهیگیری بیشتر یک فعالیت پاره‌وقت بود. سواحل «هلیار هولم» پس از نمک‌سود شدن شاه‌ماهی و ماهی روغن، برای خشک‌کردن آن‌ها مورد استفاده قرار می‌گرفتند. با پایان جنگ‌های ناپلئونی، که منجر به دسترسی به منابع ارزان‌تر سدیم کربنات در اروپا شد، صنعت جلبک دریایی تا سال ۱۸۳۰ فروپاشید. این فروپاشی منجر به بهبود اصلاحات کشاورزی شد، زیرا دهقانان خُرده‌مالک که به داشتن درآمد دوم عادت کرده بودند، اکنون مجبور بودند درآمد بیشتری از کشاورزی به دست آورند.

### سدهٔ ۲۰ ام میلادی

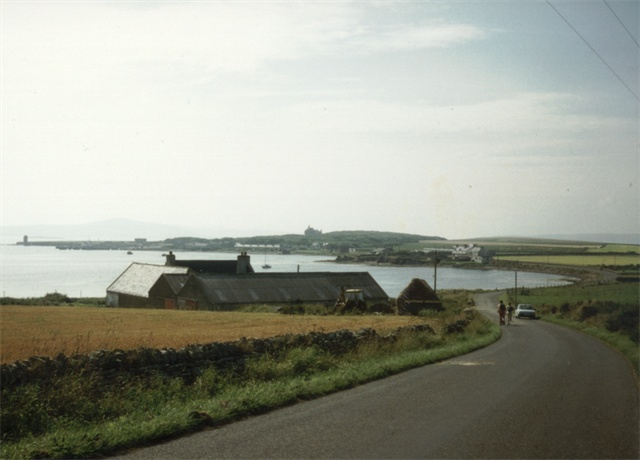
«الویک»، مسیر به سمت میدان شهر

اورکنی در طول هر دو جنگ جهانی موقعیت استراتژیکی داشت. در سال ۱۹۱۷، در طول جنگ جهانی اول، ناو کشتی ۸۳۶-تن (یکا) (۸۲۳-تن-بزرگ)، توسط یک مین در فاصله ۴ کیلومتری (۲٫۵ مایل) شرق «هاکس نس» اصابت کرد و در عمق ۱۹ متری (۶۲ فوت) آب غرق شد که در پی آن یک نفر جان خود را از دست داد. محل لاشه کشتی تا سال ۱۹۹۷ کشف نشد.
املاک بالفور بین سال‌های ۱۹۲۴ تا ۱۹۲۸ مزارع خود را در جزیره شاپینسی به فروش رساند؛ زیرا این موضوع در آن هنگام، به دلیل روی آوردن مالکان ثروتمند زمین به سمت شکل‌های سودآورتری از سرمایه‌گذاری، در اورکنی رایج بود. مزارع معمولاً به مستأجران کنونی یا به همسایگانی که مایل به گسترش زمین‌های خود بودند، فروخته می‌شدند. در طول جنگ جهانی دوم، توپخانه‌هایی در این جزیره ساخته شد. یک جایگاه دوقلوی توپ شش پوندی در «گلاتنس باتری» واقع در ساحل «سلت‌نس»، تنگه «وایت فرس» را در برابر قایق‌های اژدرافکن آلمانی محافظت می‌کرد. توپخانه‌ای به نام «کسل باتری» از سال ۱۹۴۱ تا ۱۹۴۳ فعال بود، همچنین یک آتشبار ضدهوایی نیز در همین بازه زمانی آماده باش بود. ابزارهای مکانیزه، به‌ویژه پس از جنگ جهانی دوم، به جزیره وارد شدند و میزان زمینی که به کشت علف اختصاص داده می‌شد افزایش یافت. کشت غلات (به‌جز جو) و شلغم به‌تدریج کاهش یافت، زیرا این محصولات با سیلو کردن علوفه زمستانی جایگزین شدند، که معمولاً توسط دستگاه‌های دروگر علوفه برداشت می‌شد.</ref> روند کشاورزی فشرده تا پایان قرن تا حدی معکوس شد، زیرا روش‌های سازگارتر با محیط زیست از سوی دولت و اتحادیه اروپا با اعطای کمک‌هزینه مورد تشویق قرار گرفتند. بخشی از این زمین‌ها برپایهٔ طرحی به نام طرح ایجاد زیستگاه مدیریت می‌شوند، که هدف آن تشویق رویش طبیعی پوشش گیاهی، گل‌های وحشی و پرندگان لانه‌ساز از طریق محدود کردن چرا و کاهش استفاده از کودهای شیمیایی است.
در دههٔ ۱۹۷۰ برق شهری، از طریق کشیدن یک کابل زیرآبی از کرکوال، به جزیره شاپینسی رسید. گردشگری در نیمه دوم سده اهمیت یافت؛ نخستین رستورانی که امکانات اقامت تختخواب و صبحانه را نیز ارائه می‌داد، در سال ۱۹۸۰ افتتاح شد. پیش از سال ۱۹۹۵، جزیره دارای یک مدرسه متوسطه بود، اما به‌دلیل کاهش تعداد ثبت‌نام‌کنندگان و بهبود راه‌های ارتباطی با کرکوال، مدرسه تعطیل شد و اکنون دانش‌آموزان مقطع متوسطه شاپینسی به کرکوال رفت‌وآمد می‌کنند. کوتاه‌تر شدن زمان عبور با کشتی این امکان را فراهم کرد که ساکنان شاپینسی در کرکوال کار کنند، و این جزیره را به یک «جزیرهٔ رفت‌وآمدی» تبدیل کرد.

## جغرافیا

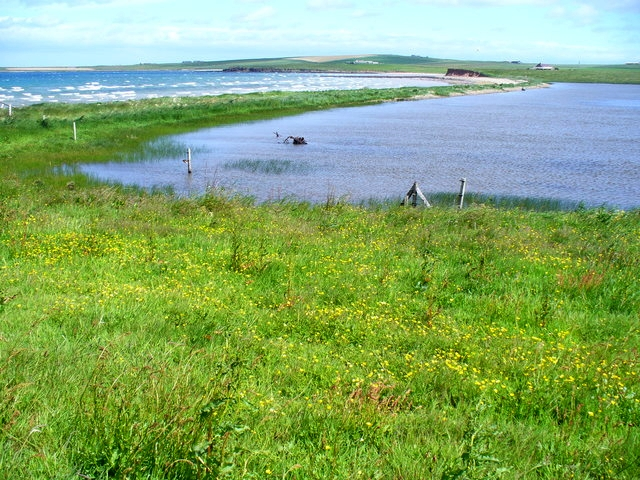
تالاب و سد طبیعی «لایر واتر».

با مساحتی برابر با ۲٬۹۴۸ هکتار (۱۱ مایل مربع)، شاپینسی هشتمین جزیره بزرگ اورکنی و بیست‌ونهمین جزیره اسکاتلند از لحاظ وسعت است. بلندترین نقطهٔ جزیره با ارتفاع ۶۴ متر (۲۱۰ فوت) بالاتر از سطح دریا در «وارد هیل» قرار دارد. ساحل شرقی از صخره‌های کم‌ارتفاع تشکیل شده و چندین غار دریایی دارد، از جمله «ژئو» در نوک شمالی‌ترین قسمت که به نام «ژئو آو اورک» شناخته می‌شود. خلیج الویک یک لنگرگاه محافظت‌شده در ساحل جنوبی است که رو به سرزمین اصلی اورکنی قرار دارد؛ بزرگ‌ترین سکونتگاه جزیره، با نام بالفور، در انتهای غربی خلیج واقع شده است. هنگامی که از آسمان به جزیره شاپینسی نگاه شود، زمین‌های مربع‌شکل ده هکتاری و جاده‌های مستقیم، ویژگی‌های آشکاری از منظره جزیره هستند. این‌ها نتیجه «اصلاحات» دیوید بالفور در قرن نوزدهم می‌باشند. جزیره چندین سد طبیعی 
(به گیلیک اسکاتلندی: eyre) یا سواحل توفانی دارد که باریکه‌هایی از قلوه‌سنگ یا ماسه را تشکیل می‌دهند و در انتهای داخلی و خارجی خلیج‌های کم‌عمق به‌طور عرضی کشیده می‌شوند. آن‌ها گاهی مواقع می‌توانند یک توده آبی را از دریا جدا کنند و در نتیجه دریاچه‌های کم‌عمق آب شیرین به نام «اویس» (oyce) تشکیل دهند. نمونه‌هایی از این دریاچه‌ها شامل «واسا لاخ» (Vasa Loch) و «لایرو واتر» (Lairo Water) می‌باشد. چندین جزیره کوچک، از جمله «براد شوال»، «گراس هولم» و «اسکری آو واسا» در اطراف وجود دارد. هلیر هولم یک جزیرهٔ خرد جزر و مدی است که در ورودی شرقی بندر اصلی بالفور قرار دارد؛ این جزیره یک فانوس دریایی کوچک و یک سنگ‌دژ خرابه دارد. بخشی از آب بین جزیره هلیر هولم و خشکی که جریان‌های شدید جزر و مدی دارد «استرینگ» می‌گویند.

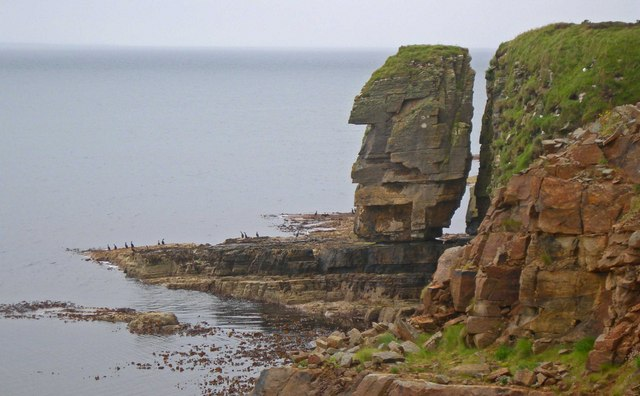
صخرهٔ دریایی، در ساحل شرقی «لینگاوی ژئو».

شاپینسی دارای سنگ‌بستر متشکل از «ماسه‌سنگ کهن سرخ» است که پیشینه‌ای در حدود ۴۰۰ میلیون سال دارد و در دوره دوونین ته‌نشین شده است. این رسوبات ضخیم هنگامی که سنگ‌های دوره سیلورین اولیه، که بر اثر تشکیل قاره پانگه‌آ بالا آمده بودند، شکل گرفتند، و فرسایش یافتند و سپس در دلتاهای رودخانه‌ای ته‌نشین شدند. دریاچه آب شیرین «اورکادی» در حاشیه این کوه‌های در حال فرسایش وجود داشت و از شتلند تا جنوب «موری فرث» امتداد داشت. ترکیب زمین‌شناسی جزیرهٔ شاپینسی عمدتاً از گروه سنگ‌پرچم‌های جزیرهٔ کوچک «روسای» مربوط به دوره دوونین میانی پایین تشکیل شده است، و مقداری سنگ‌پرچم «ایدی» نیز در جنوب‌شرق آن یافت می‌شود که در شرایط مرطوب‌تری در دوره دونین بالایی پایانی شکل گرفته‌اند. سنگ‌پرچم‌های ایدی به‌عنوان مواد ساختمانی با کیفیت بهتری نسبت به سنگ‌پرچم روسای شناخته می‌شود. در «نس هاکو» واقع در گوشه جنوب‌شرقی جزیره، یک برون‌زد کوچک از دیاباز آمیگدالوئیدی وجود دارد. سطح جزیره با لایه‌ای حاصلخیز از خاک رس صخره‌ای پوشیده شده است که در دوران یخبندان پلیستوسن تشکیل شده است.

## پوشش گیاهی و جانوری

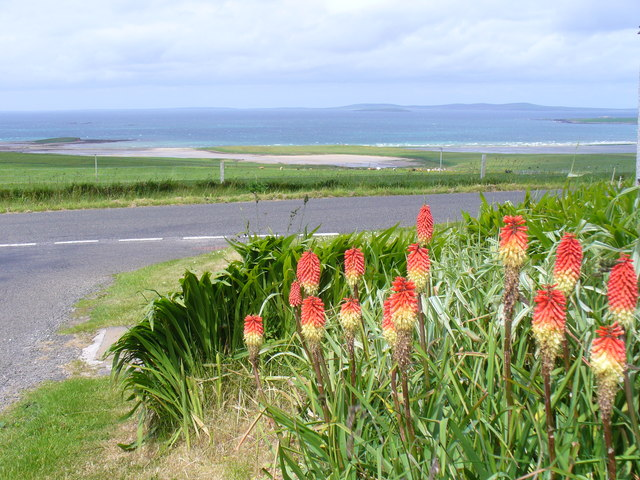
بسیاری از مزارع دارای گیاهانی به نام «گرزی داغ سرخ» هستند که در ماه ژوئن شکوفا می‌شوند.

زندگی پرندگان در این جزیره پر رونق است، به‌ویژه پرندگان آبچر مانند گیلانشاه‌های نوک‌خمیده و آبچلیک پاسرخ معمولی که در «اویوز» و خلیج «وینترو» یافت می‌شوند، همچنین کلونی‌هایی از مرغ‌های نوروزی وپرستوهای دریایی در سواحل و صخره‌های سنگی آن وجود دارد. اردک دم تیز، اردک نوک پهن (به انگلیسی: Shoveler) و قوهای فریادکش از بازدیدکنندگان منظم تابستانی این منطقه هستند و جمعیت‌های زادآوری از تنجه، سنقرهای خاکستری و کاکایی‌اقیانوسی قطبی در آن‌جا وجود دارد. جمعیتی از کبک‌های پاسرخ به صورت غیربومی در این منطقه وجود دارد. سمورهای آبی را می‌توان در «اویوز»، لایرو واتر و واسا لاخ مشاهده کرد، همچنین در نقاط گوناگون اطراف ساحل، فک‌های معمولی (فک بندرگاه) و فک‌های خاکستری اقیانوس اطلس دیده می‌شوند. در این جزیره یک ذخیره‌گاه متعلق به انجمن سلطنتی برای حفاظت پرندگان (RSPB) در میل‌دام وجود دارد، و یک ذخیره‌گاه متعلق به مؤسسهٔ حیات‌وحش اسکاتلند در «هولم آو برگلی» در جنوب‌شرق جزیره قرار دارد. منطقه میل‌دم، زیستگاه زنبورعسل زرد بزرگ (به انگلیسی: Great Yellow Bumblebee) است که یکی از نادرترین گونه‌های زنبورعسل در بریتانیا به‌شمار می‌رود.
در جزیره شاپینسی تعداد بسیار کمی درخت‌زار وجود دارد. دو درخت‌زار بزرگ آن یکی در محوطهٔ دژ بالفور و دیگری در کرانه جنوب‌غربی دریاچه (لاخ) وست‌هیل، در فاصلهٔ ۱٫۵ کیلومتر (۰٫۹۳ مایل) به سمت شمال واقع شده‌اند. سواحل جزایر اورکنی، از جمله شاپینسی، به خاطر گل‌های بهاری و تابستانی فراوان و رنگارنگ خود شهرت دارند. از جمله این گیاهان شامل: آستر دریایی (به انگلیسی: Sea Aster)، اسکویل دریایی (به انگلیسی: Sea Squill)، میخک دریایی،  اسطوخودوس دریایی معمولی، خلنگ سینرا (به انگلیسی: Erica cinerea) وخلنگ معمولی می‌شود. گلسنگ ملاسپیلا اینترجکتا (به انگلیسی: Melaspilea interjecta) که گونه‌ای بوم‌زادی اسکاتلند است، تنها در سه مکان که یکی از آن‌ها جزیره شاپینسی می‌باشد، یافت می‌شود.

## جمعیت‌شناسی
بیشترین جمعیت ثبت‌شده برای جزیره شاپینسی مربوط به سال ۱۸۸۱ بوده که در آن زمان ۹۷۴ نفر در این جزیره زندگی می‌کردند. از آن هنگام تاکنون، جمعیت جزیره به‌طور پیوسته کاهش یافته؛ در سرشماری سال ۲۰۰۱، کمتر از یک‌سوم آن تعداد، ثبت شده بود. نرخ کاهش مطلق جمعیت در دهه‌های پایانی قرن بیستم کمتر از آن چیزی بود که در نیمه اول همان قرن مشاهده شده بود. در سال ۲۰۰۱، جمعیت جزیره شاپینسی به ۳۰۰ نفر رسید که نسبت به ۳۲۲ نفر در سال ۱۹۹۱، کاهش ۶٫۸ درصدی را نشان می‌دهد. این کاهش، از میزان کاهش جمعیت کل اورکنی در همان دوره، بیشتر بوده، که برابر با ۱٫۹ درصد گزارش شده است. با این حال، کاهش جمعیت در شاپینسی کمتر از آن چیزی بود که در بیشتر جزایر اورکنی مشاهده شد، چرا که اکثر آن‌ها با کاهشی بیش از ۱۰ درصد مواجه بودند. تراکم جمعیت در شاپینسی ۰٫۱ نفر در هر هکتار بود، که با میانگین ۰٫۲ نفر در هر هکتار در کل اورکنی نزدیک است. در هنگام سرشماری سال ۲۰۱۱، جمعیت دائمی ساکن جزیره شاپینسی به ۳۰۷ نفر افزایش یافته بود. در همان بازه زمانی، جمعیت جزایر اسکاتلند به‌طور کلی ۴ درصد افزایش یافت و به ۱۰۳٬۷۰۲ نفر رسید. از جمعیت ۳۰۰ نفرهٔ ثبت شده جزیره در سال ۲۰۰۱، ۲۸۳ نفر در پادشاهی بریتانیا متولد شدند (از این تعداد، ۲۲۷ نفر در اسکاتلند و ۵۶ نفر در انگلستان بودند). هفده نفر از ساکنان جزیره در خارج از پادشاهی بریتانیا به دنیا آمده بودند، (شامل: ۴ نفر از نقاط دیگر اروپا، ۴ نفر از آسیا، ۴ نفر از آمریکای شمالی، ۱ نفر از آمریکای جنوبی و ۴ نفر از اقیانوسیه). بر اساس گروه سنی، ۸۵ نفر از ساکنان زیر ۳۰ سال سن، ۱۳۴ نفر بین ۳۰ تا ۵۹ سال و ۷۱ نفر ۶۰ سال به بالا بودند.
| سال  | جمعیت | سال  | جمعیت |
| ---- | ----- | ---- | ----- |
| ۱۷۹۸ | ۷۳۰   | ۱۹۱۱ | ۷۱۸   |
| ۱۸۴۱ | ۹۳۵   | ۱۹۲۱ | ۶۲۴   |
| ۱۸۵۱ | ۸۹۹   | ۱۹۳۱ | ۵۸۴   |
| ۱۸۶۱ | ۹۷۳   | ۱۹۵۱ | ۴۸۷   |
| ۱۸۷۱ | ۹۴۹   | ۱۹۶۱ | ۳۴۶   |
| ۱۸۸۱ | ۹۷۴   | ۱۹۸۱ | ۳۴۵   |
| ۱۸۹۱ | ۹۰۳   | ۱۹۹۱ | ۳۲۲   |
| ۱۹۰۱ | ۷۶۹   | ۲۰۰۱ | ۳۰۰   |
|      |       | ۲۰۱۱ | ۳۰۷   |

## سازهای برجسته

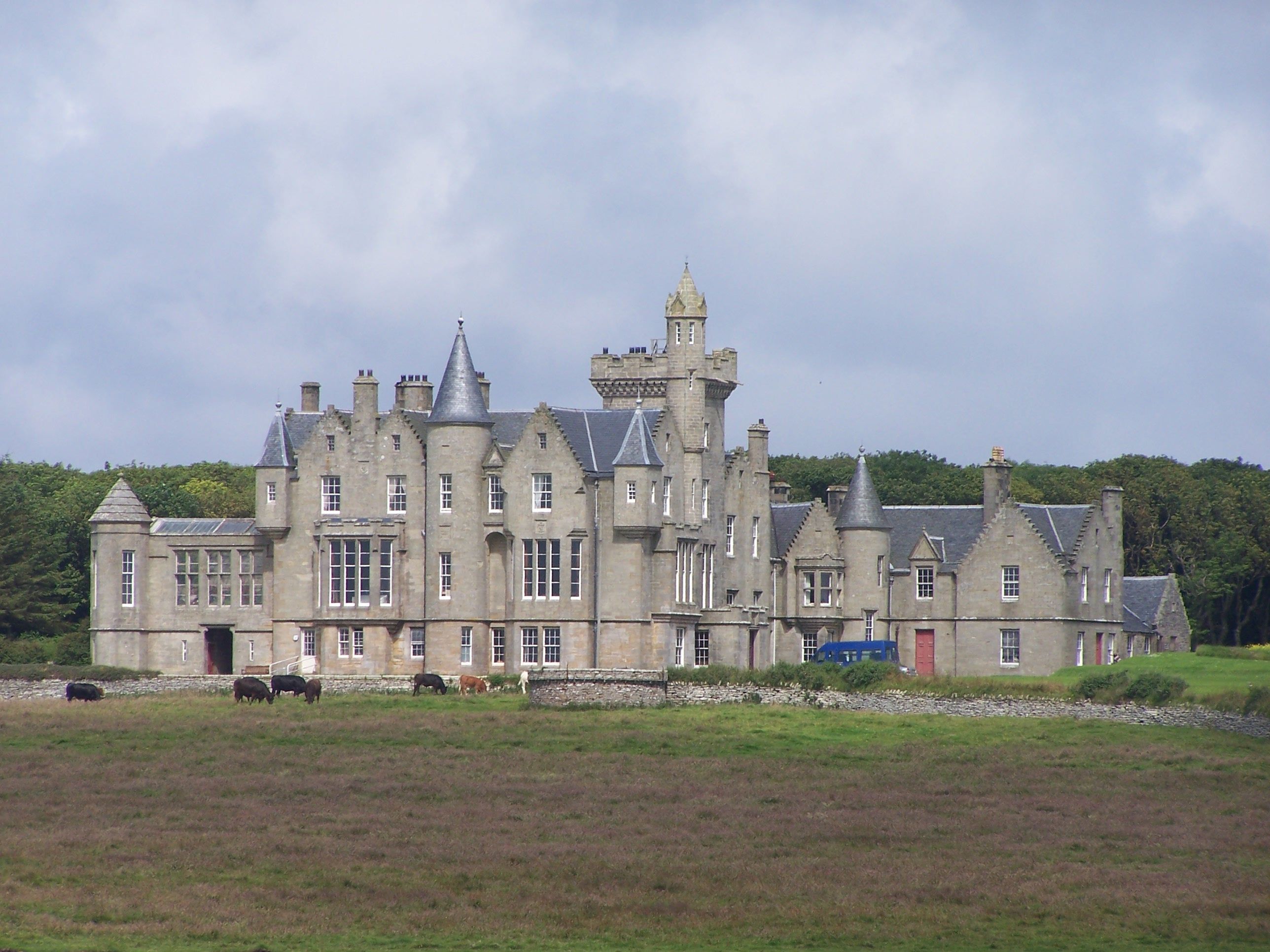
دژ بالفور

دژ بالفور بر نمای جنوب‌غربی جزیره تسلط دارد و از برج کلیسای جامع سنت مگنس در کرک‌وال قابل مشاهده است. کتابخانهٔ دژ دارای یک دالان مخفی است که پشت یک قفسهٔ کتاب‌های جعلی پنهان شده است. ساکنان بالفور از بازدیدکنندگان ناخوانده در این دالان مخفی فرار می‌کردند، که به در اتاق نشیمن منتهی می‌شود. ویژگی دیگر دژ بالفور، سرهای گوزن است که در نوک شاخ‌هایشان چراغ‌های گازی نصب شده‌اند، هرچند که این چراغ‌ها دیگر به عنوان چراغ‌های کاربردی استفاده نمی‌شوند. همچنین، محوطهٔ قلعه شامل جنگل‌های برگ‌ریز است که اکنون در اورکنی نادر به‌شمار می‌آید و مقدار ۲ جریب فرنگی (۸٬۱۰۰ متر مربع) از باغ‌های دیوارکشی شده را در بر می‌گیرد. اگرچه این قلعه بر پایه سازه‌ای قدیمی‌تر که پیشینهٔ آن دست‌کم به سدهٔ ۱۸ ام بازمی‌گردد، بنا شده، اما بنای کنونی در سال ۱۸۴۷، به سفارش سرهنگ دیوید بالفور و با طراحی معمار اهل ادینبرو، دیوید برایس ساخته شده است. از دیگر ساختمان‌های ساخته شده توسط دیوید بالفور، می‌توان از برج «دیشان» که در میان مردم بومی با نام «دوش» شناخته می‌شود، نام برد، که یک ساختمان دوش آب شور که در بالای آن یک کبوترخانه قرار دارد، می‌باشد. این ساختمان با قابلیت دید بالای خود هنگام نزدیک شدن از سمت دریا به جزیره، یک نقطه دیدنی محلی بوده، که اکنون این ساختمان در وضعیت نیازمند تعمیر بوده و سقف آن فرو ریخته است.

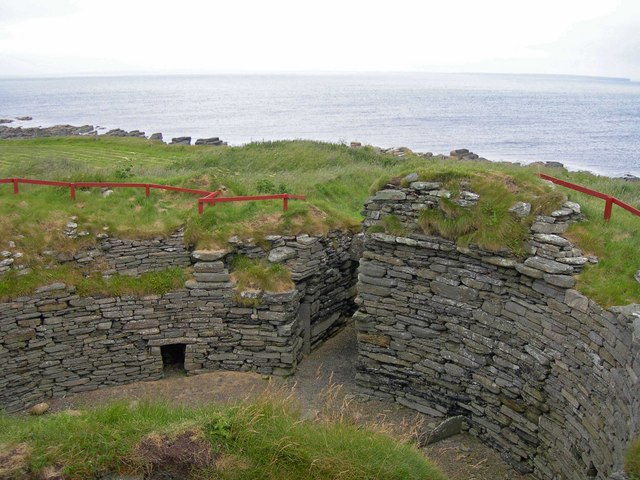
بروخ بوروستن

یکی از سکونت‌گاه‌های باستانی‌تر در شاپینسی، برج سنگی عصر آهن به نام «بروخ بوروستن» است. در سال ۱۸۶۱، دیوید بالفور ترتیب داد، این محل را به باستان‌شناسان «جورج پتری» و «سر ویلیام درایدن» کاوش شود.</ref> این مکان پس از حفاری، مورد بی‌توجهی قرار گرفت و به‌تدریج با پوشش گیاهی و آوار پر گشت تا اینکه در سال ۱۹۹۴ پاک‌سازی شد. تنها بخش میانی این ساختمان که تا حدی، زیر خاک مدفون گشته، حفاری شده است، به‌گونه‌ای که بازدیدکنندگان می‌توانند از روی تپهٔ اطراف به داخل «بروخ» نگاه کنند. دیوارهای خشکه‌چین باقی‌مانده تا حدود سه متر (۱۰ فوت) ارتفاع دارند و در برخی نقاط، بیش از چهار متر (۱۳ فوت) ضخامت دارند. مرکز میراث شاپینسی در کارگاه فلزکاری پیشین بالفور قرار دارد و شامل یک فروشگاه صنایع دستی و یک کافه می‌باشد. دروازه‌خانهٔ پیشین دژ اکنون به میخانهٔ روستا تبدیل شده است.

## اقتصاد
همانند دیگر جزایر ارکنی، زمین‌های کشاورزی شاپینسی نیز حاصل‌خیز است و مزارع آن به ویژه در زمینه پرورش گوشت گاو و گوسفند تخصص دارند و هر ساله هزاران رأس گاو و گوسفند به خارج صادر می‌کنند. شاپینسی دارای یک انجمن کشاورزی فعال است که نمایشگاهی کشاورزی سالانه را برگزار می‌کند و همچنین میزبان رویدادهای منظم دیگری نیز هست. صندوق توسعه شاپینسی یک برنامهٔ اجتماعی برای جزیره تدوین کرده و مالک یک توربین بادی است که، پس از رأی موافق جامعه محلی برای ساخت آن، در اوت ۲۰۱۱ راه‌اندازی شد. به گفتهٔ صندوق توسعه، این توربین می‌تواند در درازای عمر ۲۵ سالهٔ خود بیش از ۵ میلیون پوند درآمد داشته باشد. در سال ۲۰۲۲–۲۰۲۳، «شرکت با مسئولیت محدود تجدیدپذیر شاپینسی» که توربین بادی را اداره می‌کند، مبلغی نزدیک به ۱۳۴٬۰۰۰ پوند به‌عنوان کمک بلاعوض به صندوق توسعه پرداخت کرد. در هر دو سال ۲۰۲۲ و ۲۰۲۳، صندوق توسعه بودجه‌ای برای ساخت مسکن اجاره‌ای مقرون به صرفه در جزیره دریافت کرد، آن‌ها همچنین در سال ۲۰۲۳، یک مرکز میراث بازسازی‌شده و کافه‌ای جدید بازگشایی کردند. کسب‌وکارهای کوچک در شاپینسی شامل؛ یک تولیدکننده مربا و چاشنی(چتنی) است که از روش‌های سنتی استفاده می‌کند. دژ بالفور توسط خانوادهٔ کاپیتان «تادئوش زوادسکی»، افسر سواره‌نظام لهستانی، به‌عنوان هتل اداره می‌شد، اما اکنون به‌عنوان یک خانه خصوصی مورد استفاده قرار می‌گیرد. یک مزرعهٔ پرورش ماهی سالمون در نزدیکی شاپینسی وجود دارد.

### حمل و نقل
شرکت کشتیرانی اورکنی برای نفرات و وسایل نقلیه حمل‌ونقل را فراهم می‌کند، و نزدیکی جزیره شاپینسی به کرک‌وال امکان ارتباط نزدیکتر با جزیره اصلی اورکنی را فراهم می‌آورد که برای بیشتر جزایر شمالی ممکن نیست. روزانه ۶ عبور در روز انجام می‌گیرد و مدت زمان سفر حدود ۲۵ دقیقه طول می‌کشد. بین سال‌های ۱۸۹۳ و ۱۹۶۴، جزیره توسط کشتی بخار آیونا خدمات‌دهی می‌شد که در ابتدا متعلق به «جان رید» بود و در سال ۱۹۱۴ توسط «ویلیام دنیسون» خریداری گردید، و پس از سال ۱۹۶۴، به کشتی ماهیگیری «کلیدن» تبدیل‌شد، و سپس کشتی «کلیتوس»، یک کشتی سابق هدایت‌گر در رود کلاید که توسط شرکت کشتیرانی دولتی اورکنی اداره می‌شد، در این مسیر، فعالیت داشت. کشتی کنونی، MV شاپینسی است که هنگام رسیدن، در اسکلهٔ بالفور پهلو می‌گیرد. اورکنی، پس از آن‌که شرکت «تکنولوژی آرتمیس» مستقر در بلفاست، در سال ۲۰۲۳ بیش از ۱۵ میلیون پوند بودجه از صندوق کشتی‌ها و زیرساخت‌های بدون آلایندگی دولت بریتانیا دریافت کرد، قرار است دو کشتی برقی را به‌صورت آزمایشی راه‌اندازی کند. یکی از این کشتی‌ها، مسافران را از کرک‌وال به شاپینسی و جزایر نزدیک مانند «روسای»، «اگیلسای» و «وایر» جابجا خواهد کرد. همچنین شورای جزایر اورکنی ساخت یک تونل به جزیرهٔ اصلی اورکنی را نیز مورد بررسی قرار داده است.

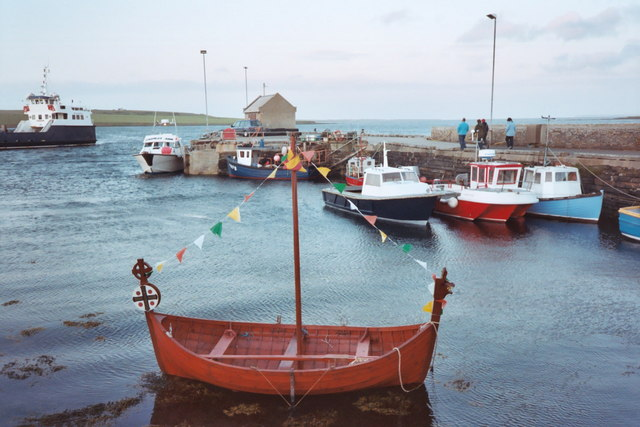
اسکله بالفور

صندوق توسعه دوچرخه‌های برقی برای اجاره ارائه می‌دهد. و سه وسیلهٔ نقلیه برقی را که در دسترس ساکنان، گروه‌های اجتماعی جزیره و بازدیدکنندگان قرار دارد، اداره می‌کند.

## آموزش و فرهنگ
شاپینسی مدرسه‌ای ابتدایی دارد که در سال تحصیلی ۲۰۲۲–۲۰۲۳، دارای ۲۳ دانش‌آموز بود. مدرسه به‌عنوان یک مرکز اجتماعی نیز فعالیت می‌کند و میزبان یک مرکز یادگیری می‌باشد که از سوی «دانشگاه هایلندز اند آیلندز» حمایت می‌شود. این مرکز از اینترنت، ایمیل و ویدئوکنفرانس بهره‌مند است تا به دانش‌آموزان شاپینسی اجازه دهد بدون ترک جزیره به تحصیل بپردازند. در دسامبر ۲۰۰۶، دانش‌آموزان یک نمایش کریسمس مشترک با یک مدرسه در گرایندر، نروژ برگزار کردند که ۸۷۵ کیلومتر (۵۴۴ مایل) از شاپینسی فاصله دارد. مدارس از اینترنت برای همکاری کردن استفاده کردند، که توسط گروه بی‌تی پشتیبانی می‌شد و این گروه اتصال پهنای باند مدرسه را ارتقا داد. پایان نمایش شامل این بود که دانش‌آموزان نروژی آهنگ «Away in a Manger» را به زبان انگلیسی خواندند، در حالی که دانش‌آموزان شاپینسی با آهنگ «En Stjerne Skinner I Natt» به زبان نروژی پاسخ آن‌ها را دادند. این همکاری چندزبانه برای دانش‌آموزان گرایندر کمی آسان‌تر بود، زیرا آن‌ها از سن شش سالگی به زبان انگلیسی آموزش می‌بینند. این همکاری بخشی از یک رابطه مستمر بین مدارس بود، که در آن کودکان نامه‌ها و کارت‌ها را بین یکدیگر تبادل می‌کنند. مدیر مدرسه شاپینسی از مدرسه نروژی بازدید کرده است و برنامه‌هایی برای بازدید متقابل در سال ۲۰۰۸ وجود دارد. مدرسهٔ جامعهٔ شاپینسی موفق به دریافت جایزه نقره‌ای در برنامه بین‌المللی مدارس اکولوژیک (Eco-Schools) شده است. دانش‌آموزان مدرسه یک ممیزی انرژی انجام داده‌اند، به کاشت بیش از ۶۰۰ درخت نزدیک به مدرسه کمک کرده‌اند و کمپین‌های صرفه‌جویی انرژی برگزار کرده‌اند. دانش‌آموزان شاپینسی همچنین از سوی کمیسیون کشاورزان اسکاتلندی برای تولید یک کتابچه در مورد کشاورزی سنتی (crofting) در جزیره، جایزه‌ای دریافت کرده‌اند.

## فرهنگ‌عامه و فولکلورشناسی
کابی رو، بزرگ‌ترین غول شناخته‌شده اورکنی، در شاپینسی حضور داشته است. او در اصل بر پایهٔ شخصیت تاریخی «کولبین هروگا» (Kolbein Hrúga) شکل گرفته است، کسی که در سال ۱۱۵۰ میلادی «قلعهٔ کابی رو» را در جزیرهٔ «وایر» ساخت؛ این قلعه احتمالاً قدیمی‌ترین قلعه در اسکاتلند است و در «حماسه اورکنی» نیز از آن یاد شده است. شخصیت کابی رو بسیار از ریشه‌های تاریخی‌اش فاصله گرفته و به یک غول افسانه‌ای تبدیل شده، همان‌گونه که فین مک‌کول (سازندهٔ افسانه‌ای گذرگاه ساحلی جاینت) در بخش‌هایی از اسکاتلند و ایرلند شناخته می‌شود. گفته می‌شود که او در جزیره وایر زندگی می‌کرده و از جزایر اورکنی به‌عنوان ستون‌های پرش استفاده می‌نموده است. گفته می‌شود که بسیاری از سنگ‌های بزرگ در جزایر اورکنی، از جمله شاپینسی، توسط این غول پرتاب شده‌اند یا توسط او در آنجا رها شده‌اند. جویبار کابی رو یک راه‌آب در شاپینسی است که از میان کانالی به نام ترولدژئو جریان دارد. کانال آب کابی رو توده‌ای از سنگ‌هاست که در ساحل نزدیک «راثیزهولم هد»، غربی‌ترین نقطهٔ جزیره «استرونسی» قرار دارد. گفته می‌شود این مکان آغاز پلی میان دو جزیره بوده است، که غول نتوانسته آن را به پایان برساند. نام آن از واژهٔ کهن نورس به شکل (trolla-hlad) گرفته شده که به معنی «گذرگاه غول» (به انگلیسی: giant's causeway) است. در سال ۱۹۰۵، روزنامه «The Orcadian» گزارش داد که موجودی عجیب در سواحل جزیره شاپینسی مشاهده شده است. گفته شده بود که این موجود به اندازهٔ یک اسب بوده و بدنی خال‌دار و پوشیده از پولک داشته است. نظرها دربارهٔ منشأ این موجود متفاوت بود؛ برخی از ساکنان جزیره باور داشتند که این موجود یکاژدهای دریایی است، در حالی که برخی دیگر عقیده داشتند که این موجود چیزی جز یک فک بزرگ نیست.

## یادداشت
1. ↑  The office of Stewart Depute was also known as Sheriff Depute.<ref>"The Pundlar Process". Fea, a genealogy with connections to Orkney, Scotland. Northern-skies.net. Retrieved 13 October 2007.
2. ↑  Traditionalists were scathing of these new farming practices which they dismissed as fashionable rather than practical. Captain James Sutherland referred to Balfour’s attempts to grow sown grass as "awkward and feeble" and described his turnip crop as "pitiful".
3. ↑  ۱۱۶٬۶۶۴ جریب فرنگی (۴۷٬۲۱۲٫۲ هکتار) of farmland (90% of the archipelago's cultivated land excluding rough grazing) is now under grass, of which ۴۰٬۶۶۸ جریب فرنگی (۱۶٬۴۵۷٫۸ هکتار) are cut for hay or silage.<ref>Thomson (2001), p.  422
4. ↑  This was by no means Balfour's only contribution to Orkney architecture; he owned Maes Howe on the Orkney Mainland, and paid for the construction of a protective roof which still exists today.<ref name="Burroughston">"Burroughston Broch Feature Page". Undiscovered Scotland. Retrieved 15 December 2007.

### کتابشناسی
- Haswell-Smith, Hamish (2004). The Scottish Islands. Edinburgh: Canongate. pp. 364–367. ISBN 978-0-86241-579-2.
- Irvine, James M. (ed.) (2006) The Orkneys and Schetland in Blaeu's Atlas Novus of 1654. Ashtead. James M. Irvine. شابک ‎۰−۹۵۴۴۵۷۱−۲−۹.
- Omand, Donald, ed. (2003). The Orkney Book. Edinburgh: Birlinn. ISBN 1-84158-254-9.
- Tait, Charles (2006). "North Isles–Shapinsay" (PDF). Orkney Guide Book. Kirkwall: Charles Tait Photographic. pp. 498–507. ISBN 978-0-9517859-1-1.
- Thomson, William P.  L. (2001). The New History of Orkney. Edinburgh: Mercat Press. ISBN 978-1-84183-022-3.